# Agave zebra
Espèce
Agave zebra est une espèce de plantes du genre Agave.